# Sant Jaume dels Domenys
San Jaime dels Domenys là một đô thị thuộc tỉnh Tarragona trong cộng đồng tự trị Catalonia, phía bắc Tây Ban Nha. Đô thị này có diện tích là 24,45 ki-lô-mét vuông, dân số năm 2009 là 2388 người với mật độ 97,67 người/km². Đô thị này có cự ly km so với Tarragona.